# Castro (Lombardei)
Castro ist eine italienische Gemeinde (comune) mit 1207 Einwohnern (Stand 31. Dezember 2023) in der Provinz Bergamo, Region Lombardei.

## Geographie
Castro  befindet sich 42 km nordöstlich der Provinzhauptstadt Bergamo am Westufer des Lago d’Iseo. Die Gemeinde ist Mitglied der Comunità Montana Alto Sebino.
Die Nachbargemeinden sind Lovere, Pianico, Pisogne (BS) und Solto Collina.

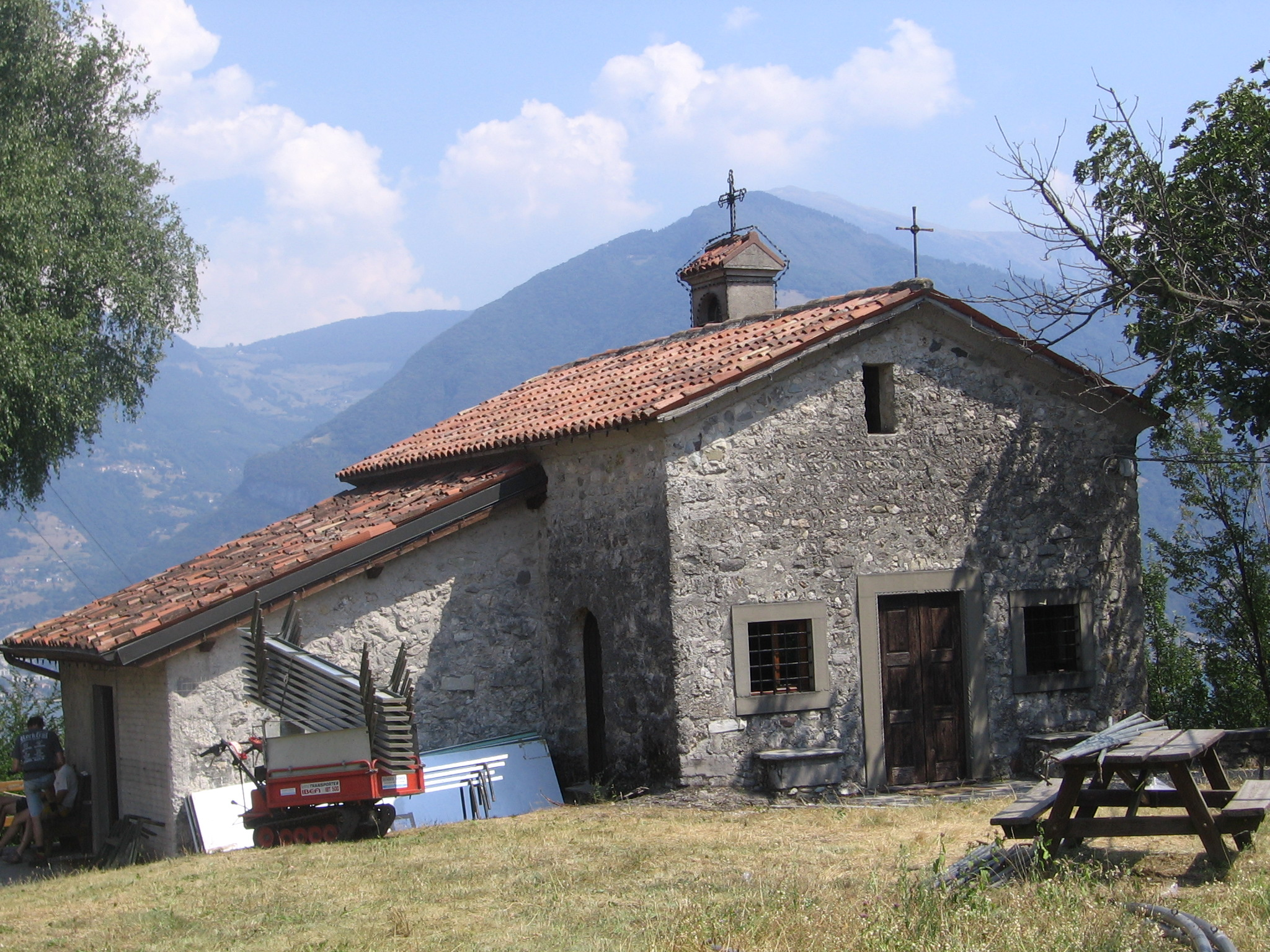
Kirche San Lorenzo

## Geschichte und Sehenswürdigkeiten
1391 und 1422 wird Castro als Zentrum einer größeren selbständigen Gemeinde genannt, 1491 gehört es zu „Solto, Riva e uniti“. 1742 wurde Castro mit der contrada La Rocca autonome Gemeinde und zählte am Ende des Jahrhunderts 276 Einwohner. Ein Anstieg der Bevölkerung ist in der Zeit des lombardo-venetischen Königreichs zu verzeichnen (1853: 401), deutlich stärker wurde er nach 1900 und erreichte seinen Höhepunkt bei der Volkszählung 1951 mit 1736 Einwohnern. Seitdem ist die Tendenz wieder umgekehrt.
Das historische Dorf ist rund um die alte Pfarrkirche, die San Giacomo gewidmet ist, gelegen. Die Kirche wurde zwischen dem 14. und dem 15. Jahrhundert erbaut. 
Die Kirche wurde durch eine neue, 1969 erbaute, Pfarrkirche ersetzt, die ebenfalls San Giacomo gewidmet ist. In dieser wurden wertvolle Werke aus der alten Pfarrei übernommen. 
Des Weiteren gibt es die Kirche San Lorenzo, die aus dem 12. Jahrhundert stammt und im romanischen Stil erbaut wurde und die Kirche "der Geburt Marias", welche im 13. Jahrhundert erbaut wurde. Sie enthält Fresken aus dem 16. Jahrhundert.